# Linka 12 (metro v Ciudad de México)
Linka 12 je jednou z dvanácti linek metra provozovaných v Ciudad de México v Mexiku. Je nejnovější linkou metra v systému, byla slavnostně otevřena v roce 2012. Její identifikační barva je zlatá a protíná město od jihozápadu k jihovýchodu.
V době svého uvedení do provozu byla linka také nazývána Línea Dorada (Zlatá linka) a Línea del Bicentenario (Dvousetletá linka), druhý název připomíná dvousté výročí Mexické války za nezávislost a sté výročí Mexické revoluce v roce 2010, a to navzdory skutečnosti, že linka byla oficiálně uvedena do provozu o dva roky později.

## Obecné informace
Linka 12 má 20 stanic, z nichž čtyři jsou přestupní stanice: Mixcoac s linkou 7, Zapata s linkou 3, Ermita s linkou 2 a Atlalico s linkou 8. Až bude plánované prodloužení linky dokončeno, linka 12 se také ve stanici Observatorio spojí s linkou 1. Ve výstavbě je také rozšíření linky 9, tím padem se linka 9 také spojí s linkou 12 ve stanici Observatorio.

## Historie

### Chronologie
| Úsek              | Datum otevření | Stanice | Délka    |
| ----------------- | -------------- | ------- | -------- |
| Mixcoac - Tláhuac | 30. října 2012 | 20      | 12,66 km |

### Konstrukce
Stavba prvního úseku trati, Tláhuac – Atlalilco, byla zahájena 23. září 2008. Druhý úsek linky, od Atlalilco po Mixcoac, byl dokončen v dubnu 2012.

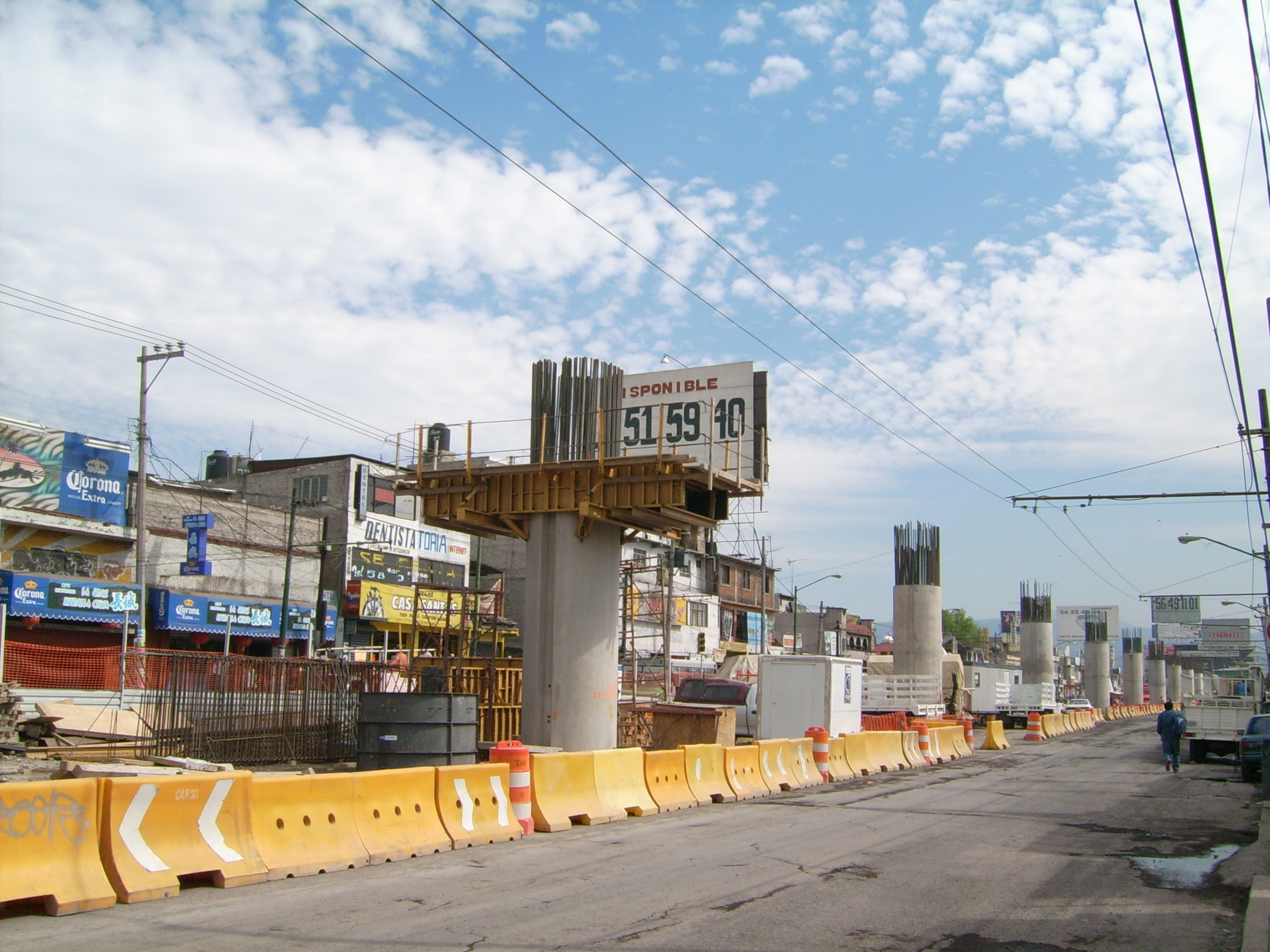
Stavba zvýšeného viaduktového úseku linky 12 na Avenida Tláhuac

Linku slavnostně otevřeli 30. října 2012 Marcelo Ebrard, předseda vlády federálního okresu v letech 2006 až 2012, a Felipe Calderón, mexický prezident v letech 2006 až 2012.

### Zemětřesení v roce 2017
Dne 19. září 2017 zasáhlo Ciudad de México a další oblasti středního Mexika zemětřesení o síle 7,1 stupně, které silně ovlivnilo linku 12, protože způsobilo nedostatek elektrické energie a vykolejení vlaku mezi stanicemi Nopalera a Zapotitlán. Z těchto důvodů a kvůli možným škodám na infrastruktuře trati byla pozastavena doprava v části trati Tláhuac – Culhuacán.
Po vyhodnocení bylo zjištěno, že trať má viditelně poškozené koleje a strukturální poruchy. Proto byl úsek z Olivosu do Tláhuacu kvůli opravám uzavřen. Provoz na všech uzavřených stanicích byl obnoven 30. října 2017.

### Rozšíření

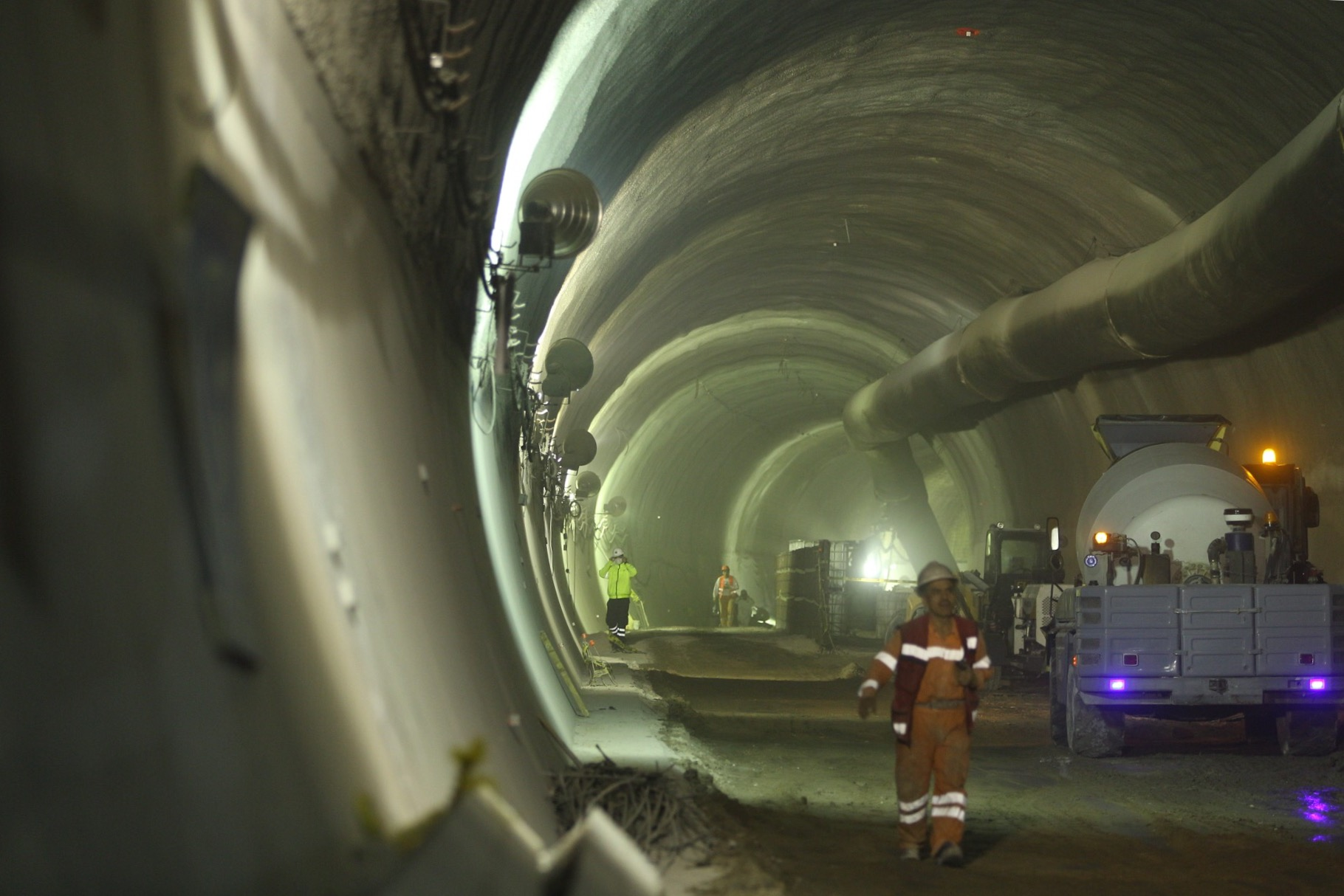
Stavební práce na západním rozšíření linky 12

V roce 2017 bylo oznámeno rozšíření linky 12. Stavba byla zahájena 29. listopadu 2017. Očekávalo se, že rozšíření bude dokončeno do roku 2020, ale práce se zpozdily, a proto se předpokládá otevření do roku 2021.
Tento projekt rozšíří linku z Mixcoaca do Observatoria, kde se spojí s linkou 1, bude mít tři nové stanice a bude delší o 3,5 km. Dvě nové stanice se jmenují Valentín Campa a Álvaro Obregón a nacházejí se v obci Álvaro Obregón. Celá přístavba se buduje v podzemí.

### Kolaps nadjezdu v roce 2021
3. května 2021 se ve stanici Olivos zhroutila část nadjezdu, což mělo za následek nejméně 20 mrtvých a 80 zraněných.

## Kolejová vozidla
Linka 12 má celkem 30 vlaků FE-10, každý se sedmi vozy. FE-10 má celkovou kapacitu 1 475 cestujících, 336 sedících a 1 139 stojících. Vlaky byly postaveny společností Construcciones y Auxiliar de Ferrocarriles ve Španělsku.
Linka 12 je dosud jedinou linkou s vlaky FE-10.

## Provoz
Linka 12 se kříží s linkami metra 2, 3, 7, 8 a linkou Metrobusa 1.

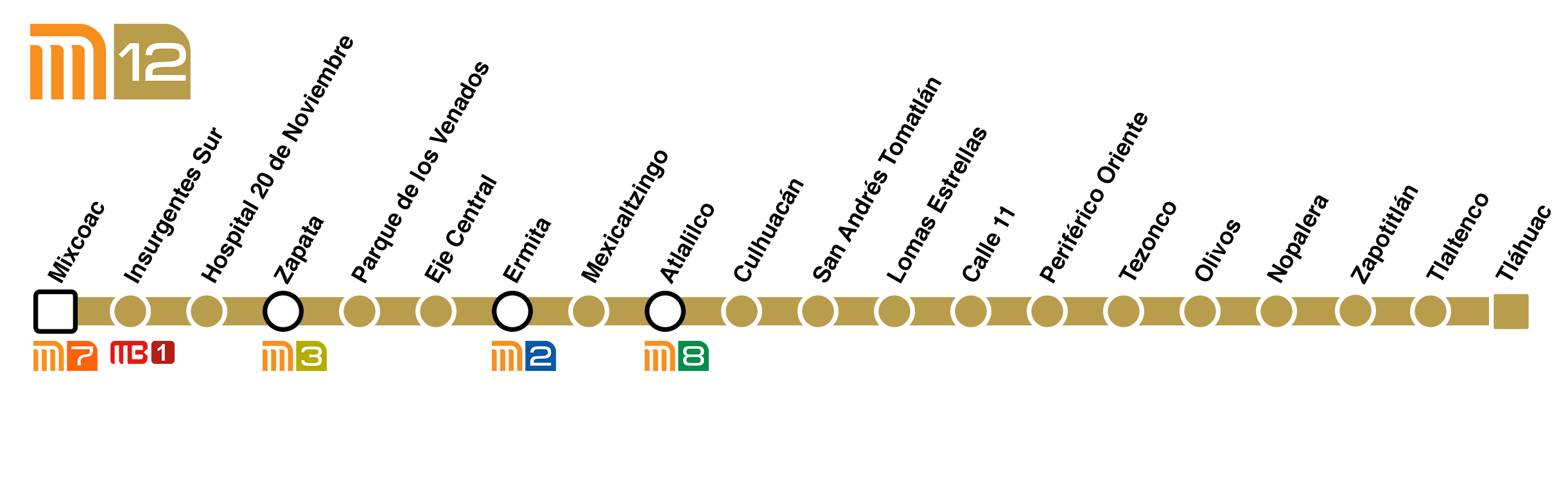
Plán Linky 12

### Seznam stanic

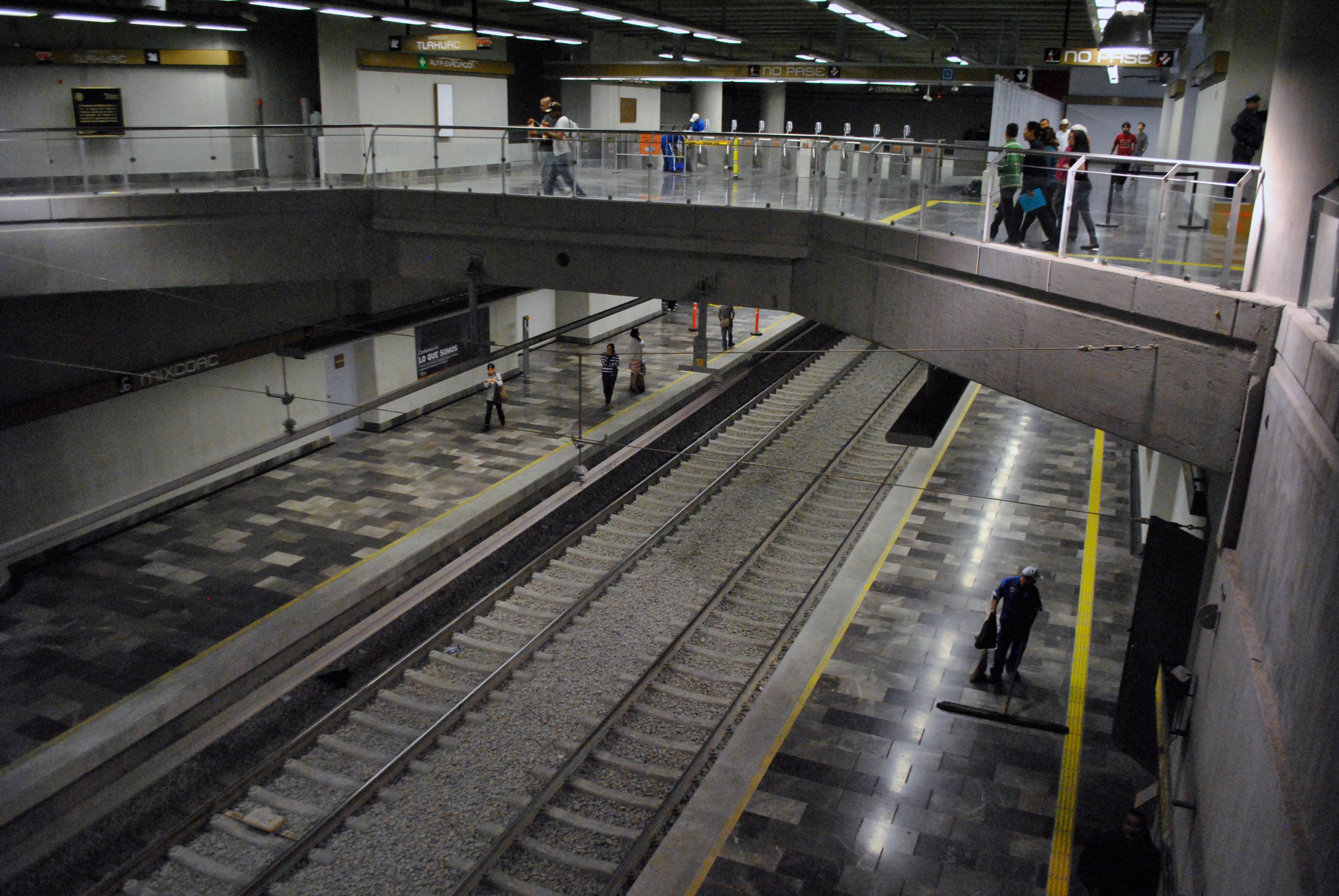
Stanice Mixcoac

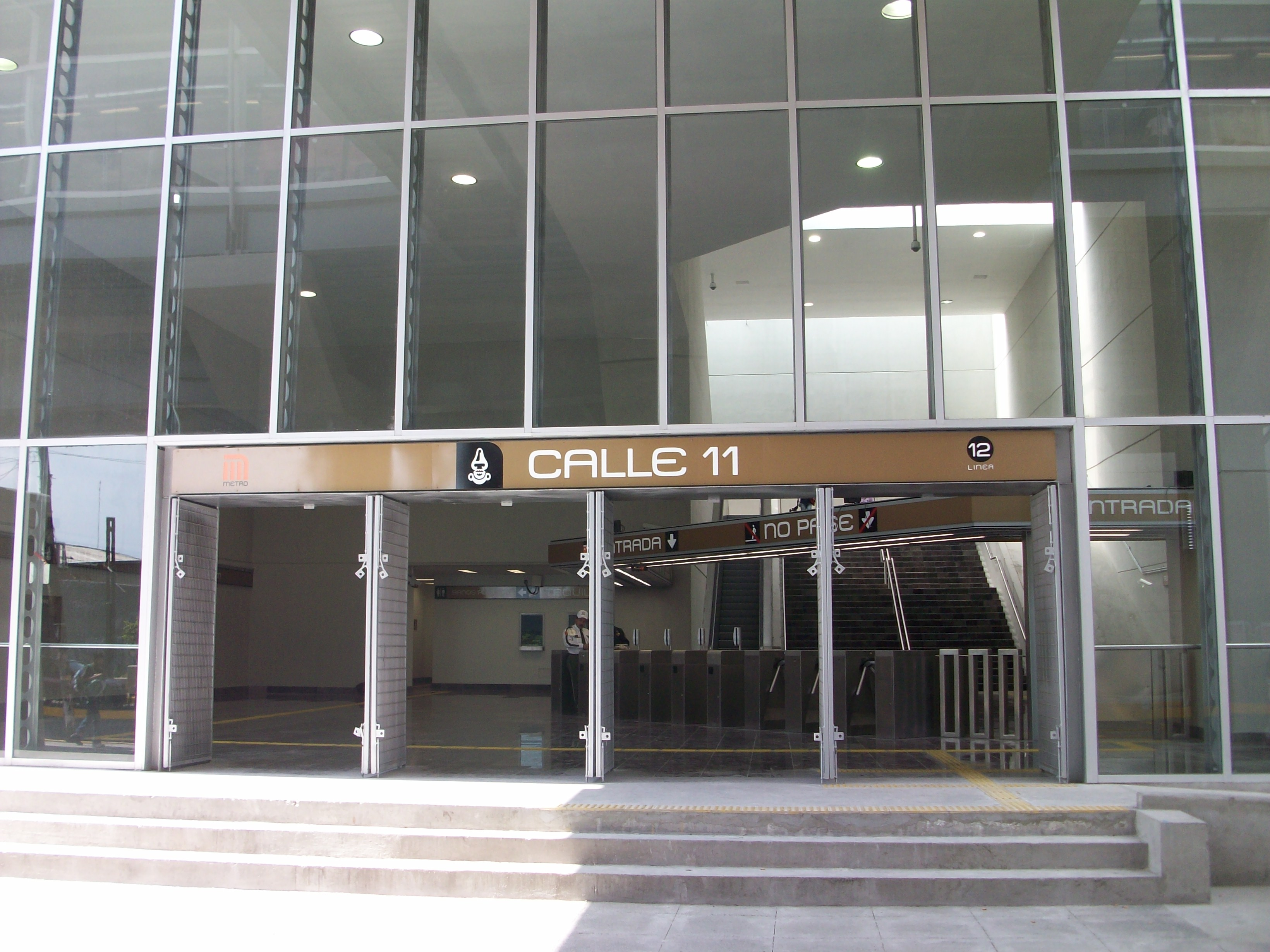
Vstup do metra ve stanici Calle 11

| Linka 12 | Linka 12                 | Linka 12 | Linka 12      |
| Č.       | Stanice                  | Přestupy | Městský obvod |
| -------- | ------------------------ | -------- | ------------- |
| 1        | Mixcoac                  |          | Benito Juárez |
| 2        | Insurgentes Sur          |          | Benito Juárez |
| 3        | Hospital 20 de Noviembre |          | Benito Juárez |
| 4        | Zapata                   |          | Benito Juárez |
| 5        | Parque de los Venados    |          | Benito Juárez |
| 6        | Eje Central              |          | Benito Juárez |
| 7        | Ermita                   |          | Benito Juárez |
| 8        | Mexicaltzingo            |          | Iztapalapa    |
| 9        | Atlalilco                |          | Iztapalapa    |
| 10       | Culhuacán                |          | Iztapalapa    |
| 11       | San Andrés Tomatlán      |          | Iztapalapa    |
| 12       | Lomas Estrella           |          | Iztapalapa    |
| 13       | Calle 11                 |          | Iztapalapa    |
| 14       | Periférico Oriente       |          | Tláhuac       |
| 15       | Tezonco                  |          | Tláhuac       |
| 16       | Olivos                   |          | Tláhuac       |
| 17       | Nopalera                 |          | Tláhuac       |
| 18       | Zapotitlán               |          | Tláhuac       |
| 19       | Tlaltenco                |          | Tláhuac       |
| 20       | Tláhuac                  |          | Tláhuac       |